# Ochthebius heeri
Ochthebius heeri es una especie de escarabajo del género Ochthebius, familia Hydraenidae. Fue descrita científicamente por Wollaston en 1854.
Se distribuye por Portugal (en la isla Salvaje Grande). Mide 1,8 milímetros de longitud.